# Yunnanilus nigromaculatus
Yunnanilus nigromaculatus és una espècie de peix de la família dels balitòrids i de l'ordre dels cipriniformes.

## Morfologia
- Els mascles poden assolir els 7,7 cm de longitud total.
- 11-12 radis tous a l'aleta dorsal i 8 a l'anal.
- 8 1/2 radis ramificats a l'aleta dorsal i 14 a la caudal.
- Absència de línia lateral i de porus al cap.
- Àrea predorsal amb escates.[2][3]

## Alimentació
Menja gambes.

## Hàbitat i distribució geogràfica
És un peix d'aigua dolça, demersal i de clima subtropical (25°N-24°N), el qual es troba a Yunnan (la Xina): els llacs Dianchi i Yangling, i llurs afluents.

## Estat de conservació
Ha esdevingut extint al llac Dianchi a causa de la forta contaminació provinent de la ciutat de Kunming i el desenvolupament industrial i agrícola de la zona (encara que els rierols que hi flueixen es troben en millors condicions ecològiques). Pel que fa al llac Yangling, no se'n té prou informació.